# San Pedro (Misiones)
San Pedro é um município da Argentina, departamento San Pedro, província de Misiones. Possui uma população de 23.736 habitantes (INDEC 2001).
O município faz fronteira com as cidades brasileiras de Itapiranga , Paraíso, Guaraciaba, Bandeirante, Belmonte, Santa Helena e Tunápolis.
O acesso se faz pela Ponte Internacional Peperi Guaçu.